# V Canis Majoris
V Canis Majoris är en pulserande variabel av Mira Ceti-typ i stjärnbilden Stora hunden. 
Stjärnan varierar mellan magnitud +9,6 och 14,5 med en period av 241 dygn.